# Divina Providência (Santa Maria)
Divina Providência és un barri de la ciutat brasilera de Santa Maria, Rio Grande do Sul. El barri està situat al districte de Sede.

## Villas
El barri amb les següents villas: Divina Providência, Vila Brenner, Vila km 2, Vila São João Batista.
| Caturrita     | Caturrita / Salgado Filho | Salgado Filho Carolina                            |
| Caturrita     |                           | Carolina                                          |
| Passo d'Areia | Passo d'Areia             | Carolina Passo d'Areia / Nossa Senhora do Rosário |